# Pierre Monsan
Pierre Monsan, né le 25 juin 1948 à Prades (Pyrénées-Orientales), est un biochimiste et entrepreneur français, professeur émérite à l’Institut national des sciences appliquées de Toulouse (INSA Toulouse, affilié à l'Université de Toulouse) et directeur fondateur du démonstrateur préindustriel Toulouse White Biotechnology (TWB). Il est un scientifique reconnu internationalement pour ses recherches dans les domaines de la biocatalyse et de l'ingénierie des enzymes. Fondateur et cofondateur de plusieurs sociétés de biotechnologies, Pierre Monsan a contribué au développement des biotechnologies industrielles (ou biotechnologies blanches) par la promotion du transfert de technologie.

## Carrière
Pierre Monsan fait ses études à l'INSA Toulouse dont il est diplômé ingénieur en Chimie Industrielle en 1969, puis ingénieur-docteur en 1971 et docteur ès sciences en 1977 pour ses travaux de thèse sur l'immobilisation des enzymes. Il effectue une carrière d'enseignant-chercheur au Département de Génie Biochimique et Alimentaire, d'abord comme maître-assistant (1969-1973), puis comme maître de conférence (1973-1981) et professeur (1981-2016).
En 1984, il se met en disponibilité de ses fonctions universitaires pour cofonder BioEurope, une startup spécialisée dans le développement de procédés industriels de biocatalyse. Il y occupe les fonctions de directeur scientifique (1984-1989) puis de PDG (1989-1993). En 1993, à la suite du rachat de BioEurope par le groupe Solabia, il en redevient le directeur scientifique et retourne a l'INSA Toulouse pour diriger une équipe de recherche sur l'ingénierie moléculaire des enzymes (en particulier, des glycoside hydrolases et des lipases). En parallèle, il est nommé professeur à l'École des Mines-ParisTech (1993-2016). Il dirige le Department de Génie Biochimique et Alimentaire de 1999 à 2003 et est directeur-adjoint du Laboratoire d'ingénierie des systèmes biologiques et des procédés (UMR INSA/CNRS 5504; UMR INSA/INRA 792) de 2010 à 2015. Il fonde le démonstrateur préindustriel Toulouse White Biotechnology (TWB) en 2012 avec une subvention de 20 millions d'euros du gouvernement français dans le cadre du programme national Investissements d'avenir.
Il est actuellement professeur émérite à l'INSA Toulouse et directeur fondateur de TWB.

## Travaux de recherche
Les recherches de Pierre Monsan et de ses collaborateurs couvrent le domaine de la biocatalyse (énantiosélectivité, régiosélectivité, synthèse de glucides et gluco-conjugués), avec des contributions sur les thèmes suivants :
- Méthodes d'immobilisation d'enzyme[6],[7],[8]
- Conception et développement de bioréacteurs[9],[10],[11]
- Synthèse enzymatique en milieu non conventionnel (anhydre), par exemple pour la résolution chirale de mélanges racémiques[12],[13],[14]
- Étude des relations structure-activité des enzymes : glycoside hydrolases[15],[16],[17] et lipases[18]
- Ingénierie moléculaire des enzymes : modification de la spécificité enzymatique[19],[20], de l'énantiosélectivité[21] ou de la thermostabilité[22]
- Identification de nouvelles enzymes par métagénomique fonctionnelle[23],[24],[25]

Pierre Monsan est auteur et coauteur de plus de 230 publications scientifiques dans des journaux à comité de lecture comme Biochemistry, the Journal of Biological Chemistry,,, the Journal of the American Chemical Society, Biotechnology and Bioengineering and Current Opinion in Microbiology.

## Transfert de technologie et entrepreneuriat
Pierre Monsan a contribué au développement des biotechnologies industrielles à travers le transfert de technologie et la valorisation des recherches de son équipe. Il est co-inventeur de plus de 60 brevets et a développé de nombreux procédés industriels de biocatalyse pour la productions de polysaccharides, oligosaccharides et de derivés d'acides aminés (par exemple: Fucogel, BioEcolia, MalylTyrosine, etc.). Il a participé à la création de plusieurs entreprises : BioEurope (1984, synthèse biocatalytique de réactifs pour les industries alimentaire et pharmaceutique; rachetée par le groupe Solabia en 1992), Biotrade (1996, traitement des eaux usées) et Genibio (1998, compléments alimentaires). Il siège (et a siégé) au conseil scientifique de nombreuses entreprises, comme Danisco Venture, PCAS ou Deinove. En 2012, Pierre Monsan a fondé le démonstrateur préindustriel Toulouse White Biotechnology (TWB ; UMS INRA 1337 ; UMS CNRS 3582), une Unité mixte de service dont l'objectif est de promouvoir le développement des biotechnologies industrielles et la bioéconomie via un consortium associant des partenaires publics et privés,. Structure originale dédiée au transfert de technologie, l'objectif de TWB est de faciliter la gestion de l'interface public/privé par des projets de recherche collaboratifs académiques/industriels (par exemple : projet THANAPLAST avec l'entreprise Carbios) et par la création et l'accompagnement de startups comme EnobraQ ou Pili.

## Prix et distinctions
Les travaux portés par Pierre Monsan ont été reconnus à travers de nombreuses distinctions, parmi lesquelles : 
- 2000 : Prix Chaptal des arts chimiques décerné par la Société d'encouragement pour l'industrie nationale[39]
- 2002 : Chevalier de l'ordre des Palmes académiques
- 2007 : Officier de l'ordre des Palmes académiques
- 2012 : Prix Biocat for Lifetime Achievement décerné par l'université de Hambourg[40]
- 2013 : Chevalier de l'ordre national du Mérite[41]
- 2015 : Docteur honoris causa de l'université de Liège[42]
- 2017 : Prix Enzyme Engineering décerné par Engineering Conferences International et Genencor[43],[44]
- 2017 : Chevalier de la Légion d'honneur[45]

Pierre Monsan est président de la Fédération française des biotechnologies (depuis 2015) et membre du comité executif de la Fédération Européenne des Biotechnologies (European Federation of Biotechnology). Il est également membre de plusieurs sociétés savantes :     
- 2000 : Membre fondateur de l'Académie des technologies[48]
- 2003 : Élu Membre senior de l'Institut universitaire de France (re-élu en 2008)[49]
- 2016 : Élu membre du College of Fellows de l'American Institute for Medical and Biological Engineering (AIMBE)[50]
- 2016 : Élu membre correspondant de l'Académie d'agriculture de France[51]